# La Tortue (archipel de Pointe-Géologie)
Pour les articles homonymes, voir La Tortue.
La Tortue (auparavant îlot de la Tortue) est un îlot rocheux de l'archipel de Pointe-Géologie (terre Adélie), situé en mer Dumont-d'Urville (océan Austral) au large du continent antarctique. 

## Description
Située à 30 m au nord-est du cap des Dan, la pointe nord de l'île Jean-Rostand, la Tortue occupe le sud de l'anse du Pré. C'est un îlot de 90 m de long pour 4 m d'altitude maximale.

## Histoire
L'îlot porte ce nom en raison de la forme de son contour vu en carte,.
L'anse du Pré est le traditionnel lieu d'amarrage des navires de ravitaillement quand la mer est suffisamment libre de glaces pour les laisser pénétrer jusque là, ce qui explique la présence d'un dispositif d'amarrage sur la côte nord de l'îlot.  